# T-46 (航空機)
T-46 イーグレット
T-46
- 用途：練習機
- 分類：初等練習機
- 製造者：フェアチャイルド
- 運用者：アメリカ空軍
- 初飛行：1985年10月15日
- 生産数：3機
- 運用状況：計画中止

T-46は、アメリカ合衆国のフェアチャイルド・リパブリック社が1980年代に開発していた練習機である。愛称は「イーグレット(Eaglet：ワシの雛の意)」。
制式採用は行われず、少数の試作機が製造されたのみであった。

## 概要
1980年代に入り、アメリカ空軍は、NGT(Next Generation Trainer：次世代練習機計画)としてセスナT-37ジェット初等練習機の後継機を求めていた。これに対して、セスナはT-37の発展型、ヴォートはドイツのVFWと共同でRFB ファントレーナーのアメリカ版を提案、ロックウェルは新規設計の低翼機、ジェネラル・ダイナミクスは中翼のT字翼機、フェアチャイルドは高翼の双尾翼機をそれぞれ提案した。
1982年7月2日にフェアチャイルド案が選定され、T-46の制式名称が与えられた。アメリカ空軍はフェアチャイルドとの間で、詳細設計、開発、モックアップ製作、飛行試験機2機及び地上試験機2機の製作と試験を含む固定価格の契約を1億400万ドルで取り交わし、この契約には初期生産機54機のオプションも含まれていた。T-46試作初号機は1985年2月11日にニューヨーク州ファーミングデール工場でロールアウトし、カリフォルニア州エドワーズ空軍基地へ移送後、10月15日に初飛行した。
アメリカ空軍では1993年までに650機を調達する計画であったが、1986年3月28日に1987会計年度予算案にT-46を含めないことを表明し、試作機3機が製造されたのみで計画はキャンセルされた。フェアチャイルドはこの時、T-46以外の生産計画を持っていなかったため、経営に行き詰まり、1999年に経営破綻することとなった。
その後、T-37の後継機計画は既存の機種もしくはその発展型とする統合基本航空機訓練システム計画（JPATS計画）へと移行し、1995年にT-6テキサンIIが採用されることになる。
T-46の現存する機体はエドワーズ空軍基地の博物館に試作初号機、オハイオ州国立アメリカ空軍博物館に試作2号機、アリゾナ州ピマ航空宇宙博物館に生産仕様機型が展示されており、ニューヨーク州クレイドル航空博物館にデモンストレーター機が保管されている。

## 機体
T-46はT-37と同じく、初等課程向けながらジェット推進の練習機であり、並列複座のコクピットに大型のキャノピーを有する点で同様のコンセプトを持つ。垂直尾翼と水平尾翼がH字状に配置され、主翼は高翼配置の直線翼とし、射出座席も備えていた。ジェット機ゆえ初等練習機としては高額になりやすいため、それを補い低運用コストであることが追求され、軽攻撃機としての販売も考えられていた。

## 要目
- 全長：8.99 m
- 全幅：11.78 m
- 全高：3.86 m
- 翼面積：14.95 m2
- エンジン：ガレットF109-GA-100 ターボファンエンジン（推力：5.9KN）2 基
- 最大速度：736 km/h
- 航続距離：2,130 km
- 空虚重量：2,351 kg
- 最大離陸重量：3,092 kg
- 乗員：2名